# تمرد كيت
كان تمرد كيت ثورة في نورفولك، إنجلترا، خلال حكم إدوارد السادس ردًا إلى حد بعيد على تسييج الأرض. بدأ التمرد في ويموندهام في 8 يوليو 1549م مع تدمير مجموعة من المتمردين لأسيجة كانت قد نصبت من قبل ملاك أراض أثرياء. أحد أهدافهم كان روبرت كيت أحد صغار الملاك الذي، بدلًا من أن يقاوم التمردين، وافق على مطالبهم وعرض عليهم أن يتولى قيادتهم. أقام كيت وقواته، بعد أن انضم إليهم نحو 16 ألف مجند من نورويتش والمناطق الريفية المجاورة، معسكرًا في ماوسهولد هيث شمالي شرق المدينة في 12 يوليو. اجتاح المتمردون نورويتش في 29 يوليو واستولوا على المدينة. في 1 أغسطس هزم المتمردون الجيش الملكي بقيادة مركيز نورثامبتون الذي أٌرسل من قبل الحكومة لقمع الانتفاضة. انتهى تمرد كيت في 27 أغسطس حين مني المتمردون بهزيمة من قبل جيش قاده إيرل فارفيك جون دادلي في معركة دوسيندال. وقع كيت أسيرًا واحتُجز في برج لندن وحوكم بتهمة الخيانة وشنق على جدران قلعة نورويتش في 7 ديسمبر 1549.

## الخلفية
شهدت أربعينيات القرن السادس عشر أزمة زراعية في إنجلترا. تسبب اعتماد غالبية السكان على الأرض باندلاع اضطرابات في جميع أنحاء البلاد. وكان تمرد كيت في نورفولك أكثر تلك الاضطرابات جدية. كان التسييج سبب التظلم الرئيسي للمشاغبين، أي تسييج الأراضي المشتركة من قبل الملاك لاستخدامهم الخاص. لم يترك التسييج أي مكان للفلاحين ليرعوا حيواناتهم. كان بعض ملاك الأراضي يجبرون المستأجرين على ترك مزارعهم لكي يتمكنوا من الاستيلاء على ممتلكاتهم وتحويل الأراضي الصالحة للزراعة إلى مراع للأغنام، والتي أصبحت أكثر ربحية مع زيادة الطلب على الصوف. أضاف التضخم والبطالة وارتفاع الإيجارات وانخفاض الأجور مصاعب جديدة على المصاعب التي كان عامة الناس يواجهونها. وكما قال المؤرخ مارك كورنوال «بالكاد كان الشك يساورهم أن الدولة قد استولت عليها سلالة من الرجال يتبنون سياسة تهدف إلى نهب الفقراء لصالح الأغنياء».

## انتفاضة في ويموندهام
بدأ تمرد كيت، أو «وقت الهيجان» كما كان يطلق عليه أيضًا في نورفولك، في يوليو من عام 1549 في السوق الصغيرة لبلدة ويموندهام، على بعد عشرة أميال تقريبًا جنوب غرب نورويتش. شهد الشهر السابق اضطرابًا بسيطًا في بلدة أتلبورو المجاورة حيث هدمت الأسوار التي كان سيد المزرعة قد أقامها لتسييج الأراضي المشتركة. اعتقد المتمردون أنهن كانوا يتصرفون بشكل قانوني، إذ إن إدوارد سيمور (دوق سومرست الأول، واللورد الحامي خلال فترة من صغر سن إدوارد السادس) كان قد أصدر بيانًا ضد التسييجات غير القانونية. أقامت ويموندهام عيدها السنوي في نهاية الأسبوع يوم 6 يوليو 1549 وعُرضت مسرحية على شرف القديس توماس بيكيت، الراعي المشارك لكنيسة ويموندهام آبي. كان هذا الاحتفال غير قانوني، إذ أصدر هنري الثامن في عام 1538 مرسومًا يقضي بإزالة اسم توماس بيكيت من تقويم الكنيسة. يوم الاثنين، ومع انتهاء العيد، انطلقت مجموعة من الأشخاص باتجاه قريتي مورلي سانت. بوتولف وهيثيرسيت لهدم السياج والأسوار. واحد من أهدافهم الأولى كان السير جون فلاورديو، محام ومالك أراض في هيثيرسيت لم يكن يتمتع بشعبية بسبب دوره كمشرف على هدم كنيسة ويموندهام آبي (التي كانت كنيسة الأبرشية جزءًا منها) خلال حل الأديرة ولدوره في تسييج الأراضي. رشى فلاورديو المتمردين ليتركوا تسييجاته على ما هي عليه وأن يهاجموا عوضًا عنها تلك العائدة لروبرت كيت في ويموندهام.
كان كيت يبلغ من العمر قرابة 57 عامًا وكان واحدًا من أكثر المزارعين ثراءًا في ويموندهام. كان آل كيت (تُلفظ أيضًا كيت أو كات أو تشات أو نايت) يعملون في الزراعة في نورفولك منذ القرن الثاني عشر. كان كيت ابن توم ومارغري كيت وكان لديه العديد من الأشقاء، وكان رجل الدين فرنسيس كيت ابن أخيه. كان اثنان أو ربما ثلاثة من أشقاء كيت قد توفوا بحلول عام 1549، إلا أن شقيقه الأكبر ويليام انضم إليه في التمرد. لا تذكر السجلات انخراط زوجة كيت، أليس، والعديد من أبنائه في التمرد. مع هدم كنيسة ويموندهام آبي برز كيت من بين أبناء الرعية في إنقاذ كنيسة أبرشيتهم، وقد أفضى ذلك إلى صراع ضد فلاورديو. بعد استماعه إلى مظالم المتمردين، قرر كيت الانضمام إلى قضيتهم وساعدهم في هدم الأسيجة الخاصة به قبل إعادتهم إلى هيثيرسيت حيث دمروا تسييجات فلاورديو.
في اليوم التالي، الثلاثاء 9 يوليو، انطلق المتظاهرون إلى نورويتش. كان كيت قد بات زعيمهم وانضم إليهم أشخاص من البلدات والقرى المجاورة. يقول تقليد محلي أن نقطة التقاء المتمردين كانت شجرة بلوط على الطريق بين ويموندهام وهيثيرسيت، حيث شُنق لاحقًا تسعة من المتمردين. وبعد أن عُرفت بشجرة بلوط كيت، حوفظ عليها من قبل مجلس مقاطعة نورفولك . أصبحت شجرة البلوط رمزًا للتمرد حين تحولت شجرة بلوط في منطقة ماوسهولد هيث إلى مركز لمعسكر المتمردين، إلا أن «شجرة بلوط الإصلاح» لم تعد منتصبة.

## معسكر ماوسهولد
عسكر كيت وأتباعه ليلة 9 يوليو في بوثورب، غرب نورويتش. هنا اقترب منهم شريف نورفولك وسوفولك، السير إدموند ويندهام، الذي أمرهم بأن يتفرقوا. كان الرد سلبيًا وانسحب الشريف إلى نورويتش. بعد ذلك، زار عمدة نورويتش توماس كود المتمردين، وقوبل برد مماثل. في الليلة التالية، عسكر المتمردون بالقرب من إيتون وود ومن ثم، بعد أن مُنعوا من السير عبر نورويتش للوصول إلى ماوسهولد هيث شمال شرق المدينة، عبروا نهر وينسوم في هيليسدون وأمضى الليلة في درايتون. في يوم الجمعة 12 يوليو، وصل المتمردون إلى موسهولد، حيث احتلوا موقعًا مميزًا يطل على نورويتش، وأقاموا معسكرًا شكل قاعدة لهم في الأسابيع التالية الستة والنصف. كان ذلك أكبر معسكر من بين العديد من معسكرات المتمردين التي ظهرت في إيست أنجليا في ذلك الصيف. في ذلك الوقت عُرف المتمردون باسم «رجال المعسكر» وعُرف التمرد باسم «فترة التخييم» أو «وقت الهيجان».
أقام كيت مقره في كنيسة سانت ميشيل، التي عُرفت بقاياها منذ ذلك الحين باسم قلعة كيت. كان ماونت سوري، وهو منزل بناه إيرل سوري في موقع دير سانت ليونارد المنهوب، فارغًا منذ إعدام الإيرل في عام 1547 واستخدم لاحتجاز أسرى كيت. اجتمع مجلس كيت، الذي تألف من ممثلين عن مئات من نورفولك وممثل واحد من سوفولك، تحت شجرة بلوط الإصلاح لإدارة المعسكر، وأصدروا أوامر بالحصول على المؤن والأسلحة واعتقال أعضاء طبقة النبلاء. وفقًا لأحد المصادر، قُطعت شجرة بلوط الإصلاح من قبل مجلس مدينة نورويتش في الستينيات من القرن العشرين لإفساح المجال لموقف سيارات، بالرغم من أن راي غروفز كان قد كتب في أربعينيات القرن الماضي أنها كانت قد حُطمت مسبقًا. وانضم إلى المعسكر عمال وحرفيون من نورويتش وأشخاص من القرى والبلدات المجاورة إلى أن بات المعسكر أضخم من نورويتش، التي كانت في ذلك الوقت ثاني أكبر مدينة في إنغلترا وبلغ عدد سكانها 12 ألف نسمة. بعد إرسالها رسلًا إلى لندن، ظلت سلطات المدينة تتفاوض مع المتمردين وقبِل العمدة توماس كود والعمدة الأسبق توماس ألدريتش والواعظ روبرت واتسون دعوة المتمردين للمشاركة في مجلسهم.